# Laura Harrier
Laura Ruth Harrier (Chicago, Illinois; 28 de marzo de 1990) es una actriz y modelo estadounidense conocida por interpretar a Liz Allan en la película de Marvel Studios Spider-Man: Homecoming, estrenada en 2017. Tuvo un papel protagonista interpretando a una activista pantera negra en BlacKkKlansman.

## Filmografía

### Cine
| Año  | Título                    | Personaje               | Notas       |
| ---- | ------------------------- | ----------------------- | ----------- |
| 2014 | The Last 5 Years          | Mujer con el manuscrito |             |
| 2015 | Fourth Man Out            | Dorothy Cuda            |             |
| 2017 | Spider-Man: Homecoming    | Liz Allan               |             |
| 2018 | BlacKkKlansman            | Patrice Dumas           | [ 6 ] [ 7 ] |
| 2019 | Balance, Not Symmetry     | Caitlin Walker          |             |
| 2021 | The Starling              | Sherri                  |             |
| 2021 | Spider-Man: No Way Home   | Liz Allan               |             |
| 2023 | White Men Can't Jump      |                         |             |
| 2025 | Michael                   | Suzzane de Passe        |             |
| TBA  | The Princess and the Frog | Tiana                   |             |
| TBA  | Corpse Bride              | Emily / Corpse Bride    |             |

### Television
| Año  | Título           | Personaje          | Notas                             |
| ---- | ---------------- | ------------------ | --------------------------------- |
| 2013 | One Life to Live | Destiny Evans      |                                   |
| 2014 | Unforgettable    | Amber              | Episodio: "The Island"            |
| 2020 | Hollywood        | Camille Washington |                                   |
| 2021 | Calls            | Layla (Voz)        | Episodio: "It's All in Your Head" |
| 2022 | Mike             | Robin Givens       | Episodio: "The Lover"             |
| 2022 | Entergalactic    | Carmen (Voz)       | [ 8 ]                             |

## Televisión
| Año  |  |  | Título            | Personaje          | Notas       |
| ---- |  |  | ----------------- | ------------------ | ----------- |
| 2020 |  |  | Hollywood         | Camille Washington | 7 episodios |
| 2022 |  |  | Más allá de Tyson | Robin Givens       | 6 episodios |